# Fertőboz
Fertőboz è un comune di 256 abitanti situato nella contea di Győr-Moson-Sopron, nell'Ungheria nordoccidentale.